# Sanctuaire Notre-Dame du Kasaï
 (octobre 2014).
Si vous disposez d'ouvrages ou d'articles de référence ou si vous connaissez des sites web de qualité traitant du thème abordé ici, merci de compléter l'article en donnant les références utiles à sa vérifiabilité et en les liant à la section « Notes et références ».
Le sanctuaire Notre-Dame du Kasaï est un sanctuaire catholique romain situé sur la colline de Malandji Makulu dans l'archidiocèse de Kananga, province du Kasaï-Occidental, en République démocratique du Congo (RDC). 
Depuis 2012, il est animé par la Communauté des Augustiniens Missionnaires de Saint Maurice (CASM), communauté dont la fondation est soutenue par l'Abbaye de Saint-Maurice (sur place, le chanoine Guy Luisier passe plusieurs mois par année dans la région) de la congrégation des chanoines réguliers de Saint-Maurice d'Agaune.
Le pèlerinage diocésain annuel du Kasaï s'y déroule en décembre. Le 8 décembre 2012, il y a rassemblé entre 15 000 et 20 000 participants.